# Ofrenda a la tormenta
Ofrenda a la tormenta is een Spaanse film uit 2020, geregisseerd door Fernando González Molina. Het is de verfilming van de derde roman uit de Baztan-trilogie van de Spaanse schrijfster Dolores Redondo, die zich in en rond de Baztan-vallei afspeelt. De film is het vervolg op El guardián invisible en Legado en los huesos en werd op 24 juli 2020 vrijgegeven op Netflix.

## Verhaal
Inspecteur Amaia Salazar wordt naar Pamplona gestuurd om de dood van een baby te onderzoeken. Al gauw blijkt er sprake te zijn van moord, en de vader wordt gearresteerd. Niet lang daarna ontdekt Amaia dat dit geval niet op zichzelf staat, en dat er gruwelijke rituelen worden uitgevoerd.

## Rolverdeling
| Acteur             | Personage         |
| ------------------ | ----------------- |
| Marta Etura        | Amaia Salazar     |
| Leonardo Sbaraglia | Juez Markina      |
| Paco Tous          | Dr. San Martín    |
| Álvaro Cervantes   | Berasategui       |
| Pedro Casablanc    | Comisaría General |
| Marta Larralde     | Yolanda Berrueta  |
| Ana Wagener        | Fina Hidalgo      |
| Elvira Mínguez     | Flora Salazar     |
| Nene               | Jonan Etxaide     |
| Imanol Arias       | Padre Sarasola    |
| Susi Sánchez       | Rosario           |